# Chthonius lucifugus
Espèce
Chthonius lucifugus est une espèce de pseudoscorpions de la famille des Chthoniidae.

## Distribution
Cette espèce se rencontre en Espagne en Catalogne et en France en Hérault,,.

## Publication originale
- Mahnert, 1977 : Spanische Hohlenpseudoskorpione. Miscelanea Zoologica Barcelona, vol. 4, no 1, p. 61-104.